# Снегоход

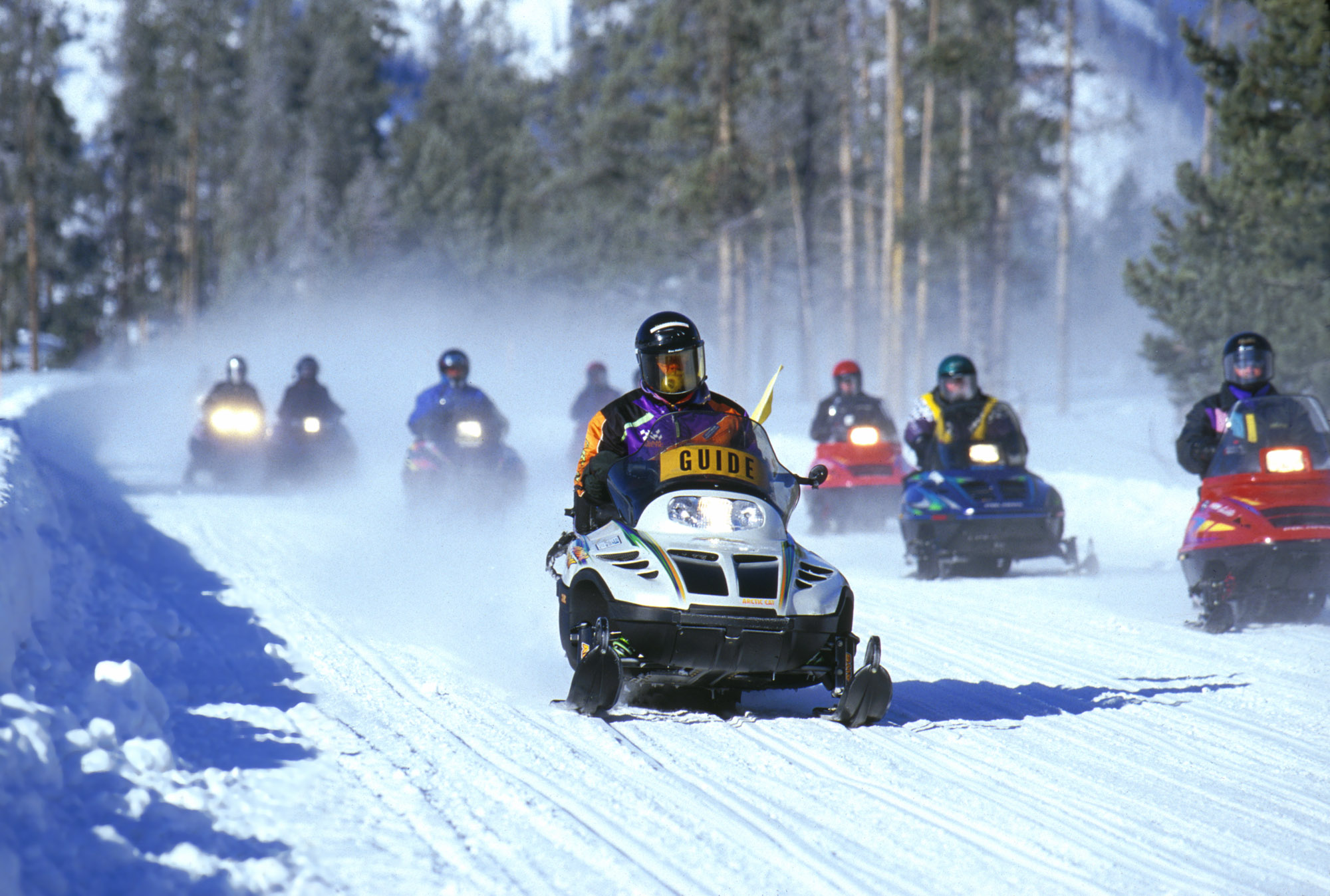

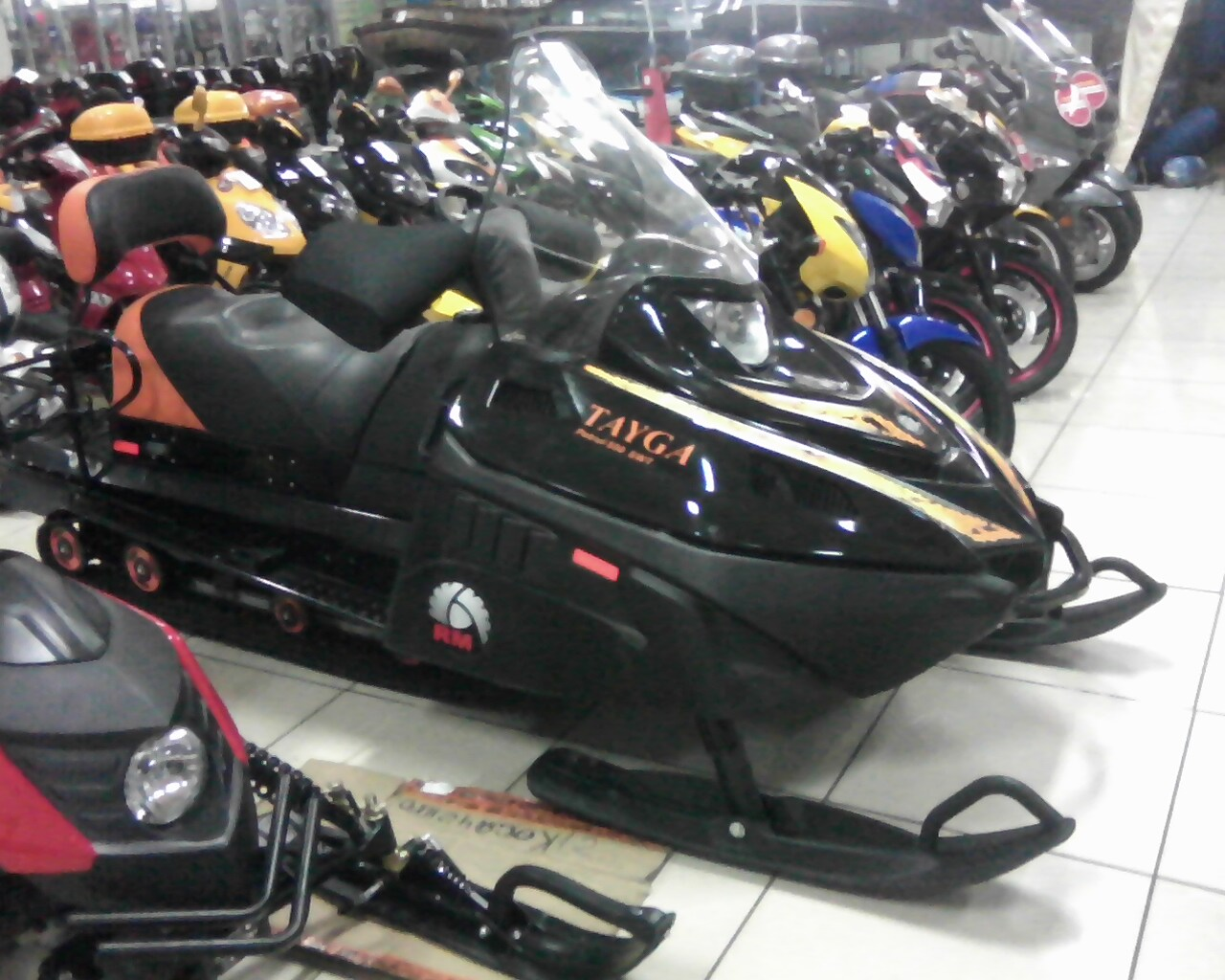
«Тайга-3»

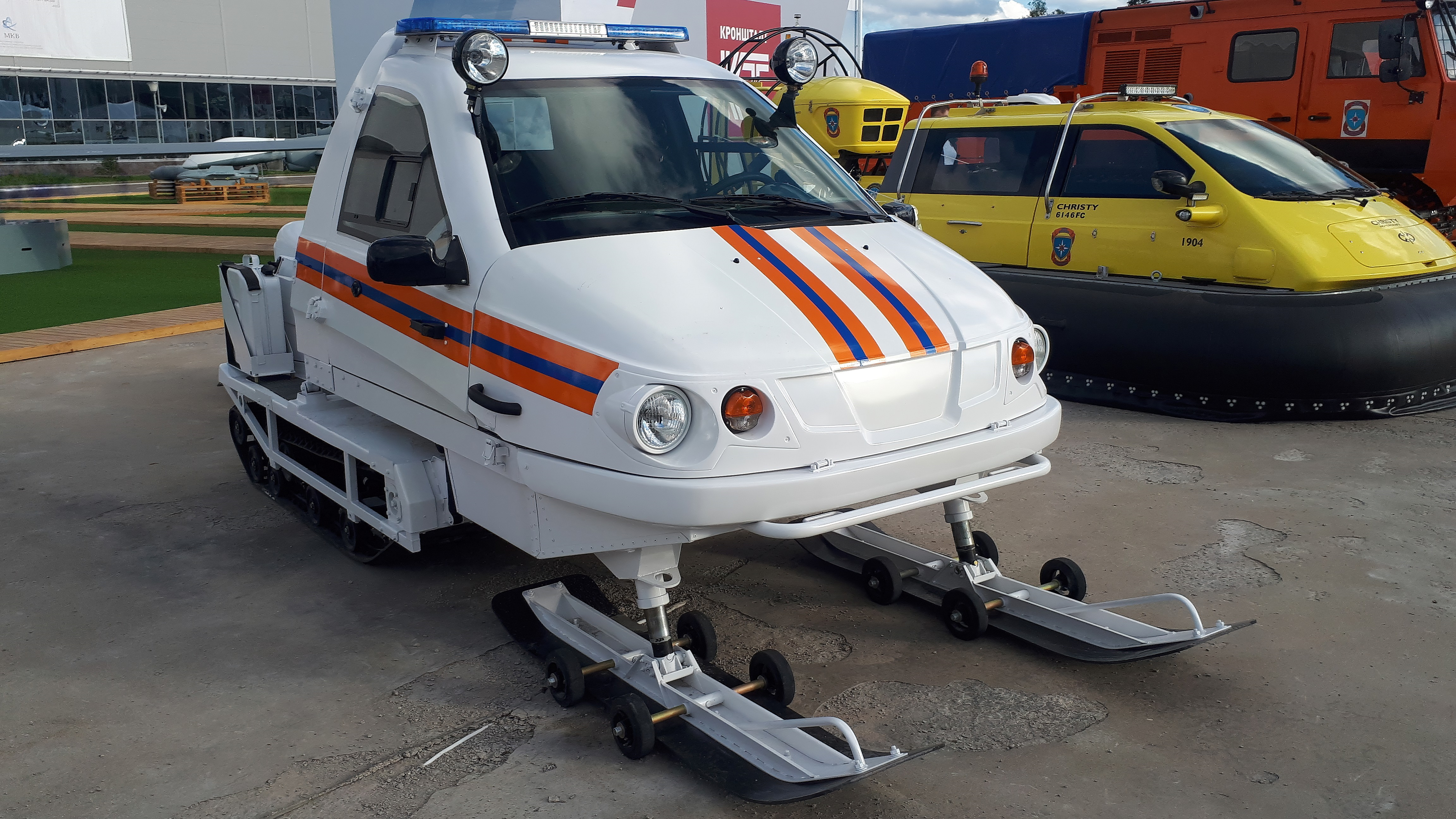
TTM-1901-40

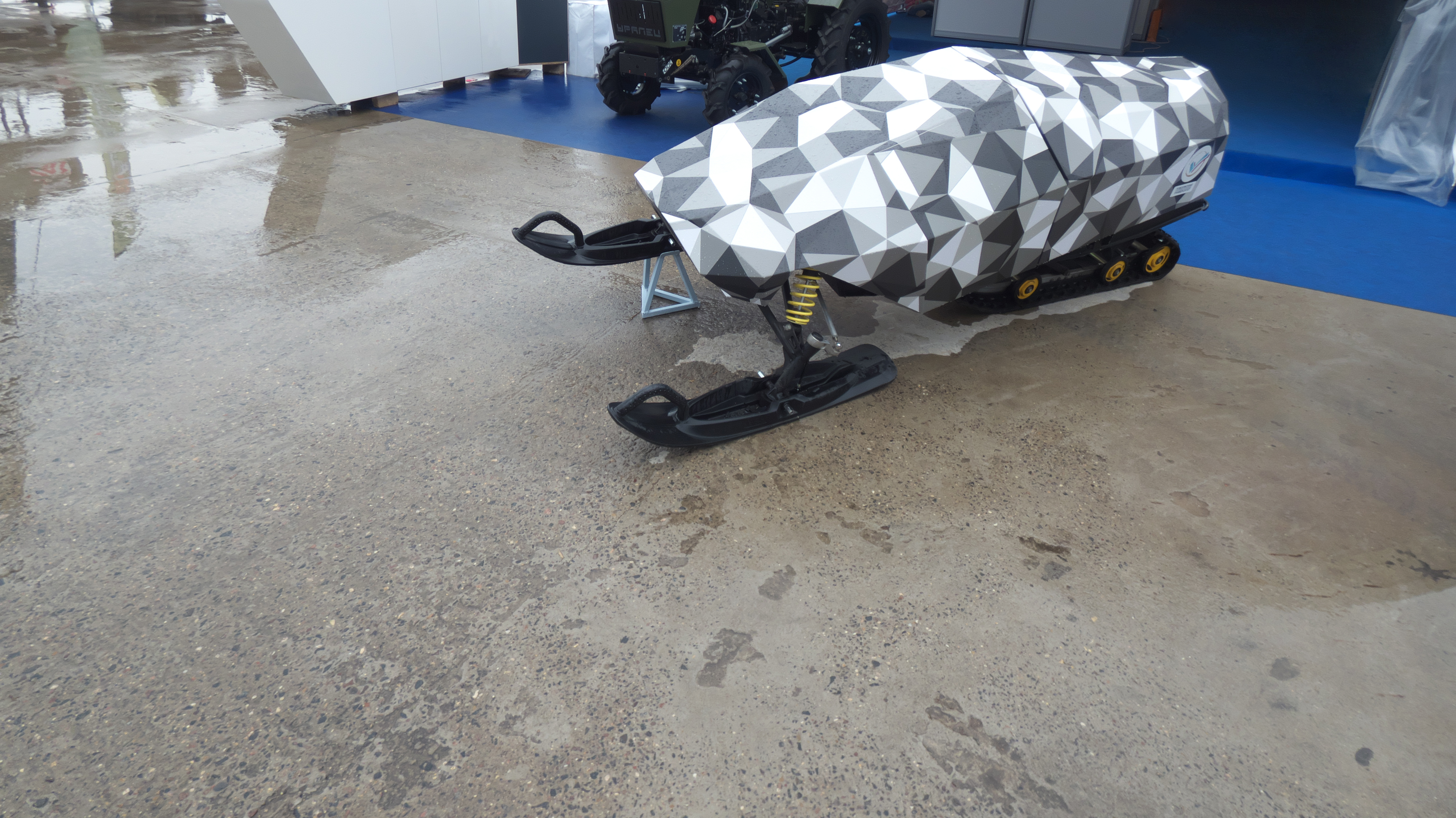
Беспилотный снегоход «Белый кот»

Снегохо́д, мотонарты (название в СССР и России) — изделие, транспортное средство, предназначенное для движения по снегу.

## Определение

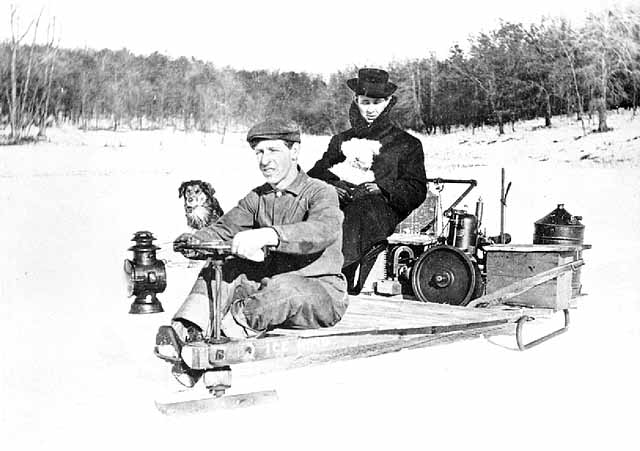
Мотосани на реке Миссисипи, 1910 год.

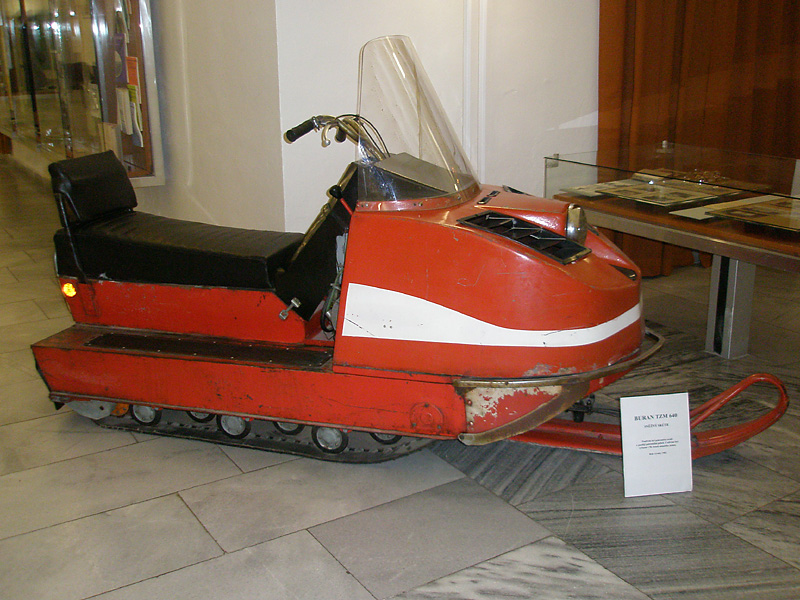
Снегоход «Буран»

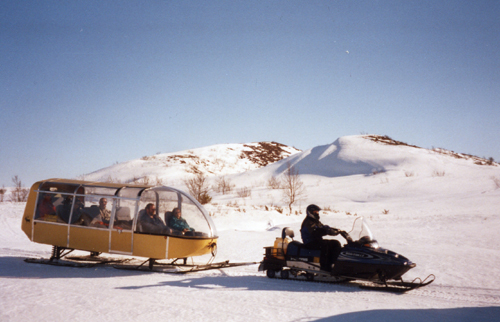
снегоход с прицепом

Термин «снегоход» в русском языке значительно у́же, точнее, чем англоязычный термин «snowmobile» (снегомобиль). Термин «snowmobile» принято использовать для обозначения любого транспортного средства, предназначенного для движения по снегу, включая гусеничные вездеходы, аэросани, вездеходы на пневматиках низкого давления и так далее.
В настоящее время в русском языке снегоходом принято называть только лыже-гусеничные транспортные средства, относительно небольшого размера, с органами управления по образу мотоциклетных. В 1930-х годах термин «снегоход» использовали применительно к тяжёлой технике.
В СССР и России долгое время был распространен термин «мотонарты», который и до сих пор часто встречается в различных официальных документах, однако уже в конце 1960-х гг. использовался термин «мотоснегоход».
Изобретателем некоторыми считается канадский инженер Ж. А. Бомбардье.
В 1935 году появился снегоход с лыжами, установленными спереди и цепной звездочкой и гусеничной системой сзади. Модифицированную версию использовали на лесозаготовках. В 1950-х появился снегоход с легкими шасси, рассчитанный на одного или двух человек.

## Правила безопасности
Катание на снегоходе может быть очень травматичным и опасным, если забывать о возможных опасностях и пренебрегать техникой безопасности.

### Риски, возникающие при катании на снегоходе

#### Опрокидывание при заносе гусеницы
Снегоход не очень устойчив, поэтому даже в случае небольшого препятствия (например, кучи льда, оставленного рыбацким буром) он может опрокинуться наружу поворота и выбросить седоков в том же направлении. Массы снегохода достаточно для причинения человеку тяжелых травм, вплоть до гибели.

#### Опрокидывание на склоне
Аналогично происходит опрокидывание на склоне. При движении поперек склона снегоход наклоняется в сторону склона. При опрокидывании седоки падают вниз по склону и снегоход может придавить их. При попытке заехать на очень крутой подъём есть риск, что снегоход опрокинется назад или назад-вбок, увлекая седоков под себя.

#### Низкие препятствия, провода
Нередки случаи, когда снегоход заезжает под какое-либо препятствие, калеча своих седоков. Такими препятствиями могут быть провисшие провода, жерди, разного рода растяжки и т. п. Удар приходится на грудь водителя, а спинка, имеющаяся на подавляющем большинстве снегоходов, усугубляет последствия, не давая седокам упасть назад.
Подобным образом — при наезде на полускрытые подо льдом деревянные мостки речной пристани — погиб телеведущий Сергей Супонев.

#### Предметы, скрытые снегом
При движении на большой скорости следует опасаться наезда на находящиеся под снегом предметы (камни, пни, металлические изделия). Особую опасность они представляют при движении по рыхлому, пушистому снегу (до 40 см), когда снегоход едет, глубоко в него проваливаясь.

#### Проваливание под лед
Не следует двигаться по слабому льду, особенно в начале и в конце зимы, а также в тёмное время суток и в условиях недостаточной видимости, когда трудно заранее увидеть полынью или прорубь. Кроме того, нужно учитывать особенности разных типов водоёмов:
- в морях и заливах, несмотря на толстый лёд и сильный мороз, местами могут образовываться промоины;
- в извилистых реках с быстрым течением лёд также постоянно подмывается, уровень воды сильно колеблется, из-за чего между льдом и поверхностью воды могут образовываться пустоты;
- в больших широких реках с небыстрым течением наиболее опасны места около берегов, на поворотах реки;
- в случае озёр наиболее опасны места впадения и вытекания в них рек и ручьёв.

#### Незамеченные изменения рельефа
Чрезвычайно опасны мелкие элементы рельефа местности — канавы, обрывы, ямы, особенно в пасмурную погоду, во время снегопада и в темноте.
Подобным образом — при падении в не замеченный вовремя овраг — погибла актриса Марина Левтова.

#### Скорость движения
Некоторые современные спортивные снегоходы могут иметь максимальную скорость до 200 км/ч. Причиной значительной части летальных исходов является большая скорость. Даже при 80—100 км/ч аппарат практически неуправляем: резкое торможение или поворот приводят к опрокидыванию. Безопасной является скорость не более 20—30 км/ч.

## Устройство снегохода

### Общая схема

#### Одногусеничные снегоходы

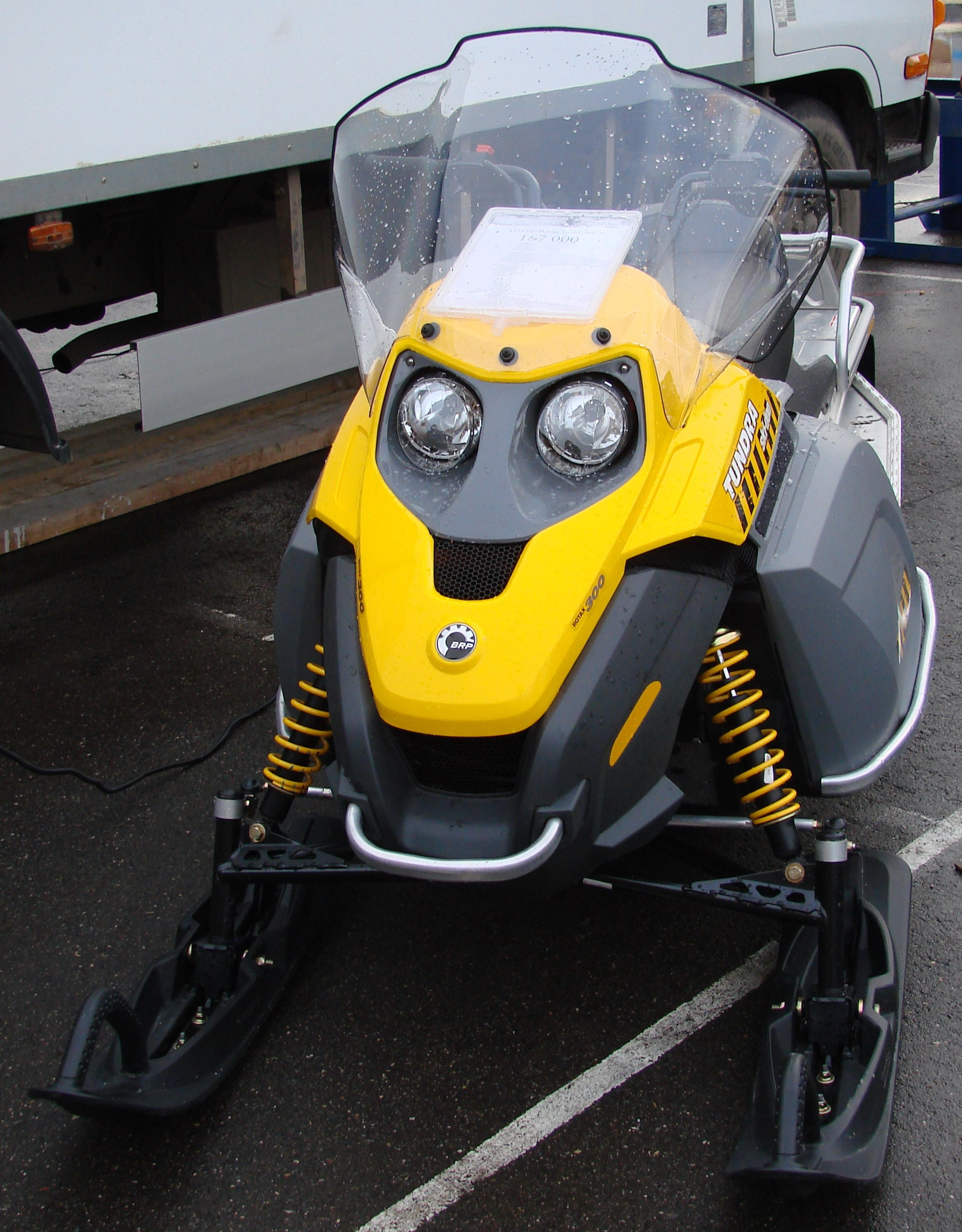
Снегоход TUNDRA 300 °F компании Bombardier Recreational Products

Подавляющее большинство снегоходов в настоящее время изготовлено по схеме «две лыжи спереди — одна гусеница сзади». При такой схеме снегоход опирается на три точки, расположенные треугольником. Прежде всего, такая схема обладает оптимальной устойчивостью. Одногусеничная схема позволяет создавать эффективные снегоходы для самых разных целей. Конструкция одногусеничного снегохода является залогом относительно низкого веса, правильного распределения массы и ремонтной доступности всех основных узлов.
При проектировании таких снегоходов конструкторам предоставлено несколько основных инструментов, которые определяют баланс качеств снегохода:
- ширина гусеницы — уменьшение ширины гусеницы способствует повышению управляемости и маневренности, снижает зависимость снегохода от продольных неровностей. Увеличение — улучшает проходимость. В настоящий момент большинство одногусеничных снегоходов выпускается со стандартной шириной гусеницы в 15 дюймов (381 мм) либо с широкой гусеницей (она же — widetrak) шириной в 20 дюймов (508 мм). В последнее время становится популярной сверхширокая гусеница — 24 дюйма (610 мм). Использование сверхширокой гусеницы позволяет вплотную приблизиться по проходимости к двухгусеничным снегоходам.

Широкие гусеницы до последнего времени были уделом утилитарных снегоходов. Но в последнее время на рынке появились промежуточные модели — сочетающие комфорт туристических снегоходов с наличием широкой, а то и сверхширокой, гусеницы:
- длина гусеницы — уменьшение длины гусеницы способствует повышению управляемости и маневренности. Увеличение улучшает проходимость. В технических данных снегоходов всегда приводится длина её полной окружности, как правило это 3000—4000 мм. Опорная поверхность гусеницы не превышает трети этой длины;
- развесовка — то есть, распределение полной массы снегохода между лыжами и гусеницей. Увеличение доли нагрузки, приходящейся на лыжи — повышает управляемость. По этому пути идут при конструировании кроссовых и туристических моделей, для которых проходимость по глубокому снегу является вторичным качеством. Увеличение нагрузки на гусеницу в совокупности с увеличением её размера смещает приоритет в сторону проходимости.

Масса снегохода в первую очередь зависит от его типа. Вес большинства утилитарных и туристических снегоходов — около 300 кг. Спортивные — кроссовые и горные весят 200—250 кг.
В последние годы конструкторы стали уделять повышенное внимание снижению массы. Многие новые модели разработаны «с чистого листа», в них воплощаются самые современные технические решения, в том числе широко используются легкие материалы, из конструкции исключаются некоторые узлы, оптимизируется вся конструкция, широко используются возможности использования более легких элементов конструкции по причине снижения нагрузки на них.
Существенное снижение массы позволяет предложить новый продукт:
- повышается проходимость снегохода без принесения в жертву других качеств;
- открываются новые возможности для активного управления — вес водителя позволяет гораздо сильней влиять на более легкий снегоход;
- подъём снегохода вручную при его вытаскивании уже не требует предельного напряжения сил.

Колея лыж у большинства современных снегоходов зависит скорее от конструкции подвески. Для моделей со свечной подвеской она составляет около 950 мм, для моделей с рычажной — около 1050 мм. Эти величины являются инженерным компромиссом, так как на каждом типе снегохода есть факторы ограничивающие её чрезмерное уменьшение или увеличение. По общему правилу, увеличение колеи улучшает устойчивость и управляемость снегохода. Но вместе с тем, и ограничивает возможность активного управления снегоходом — водителю становится сложней наклонять снегоход собственным весом при прохождении поворотов, при движении поперек склонов. На многих моделях есть возможность регулировки колеи в зависимости от предпочтений владельца.
Так как при одногусеничной схеме все три точки опоры существенно разнесены по углам треугольника, это позволяет оснащать снегоход длинноходными эффективными подвесками.

#### Двухгусеничные снегоходы
При том, что формально у двухгусеничных снегоходов тоже три точки — одна лыжа впереди и две гусеницы сзади — физика их движения существенно отличается от таковой у одногусеничных снегоходов.
Две гусеницы располагаются параллельно, с минимальным расстоянием между ними — которое необходимо для установки редуктора и крепления подвески. При использовании гусениц шириной 15 дюймов (381 мм), общая ширина движителя составляет около 850 мм. Это позволяет создавать узкие снегоходы (ширина «Бурана» — 900 мм).
Установка на них именно двух гусениц, а не одной соответствующей ширины, вызвана скорей технологическими и компоновочными требованиями. Кроме того, в период разработки двухгусеничных снегоходов, гусеницы считались заменяемым элементом. Заменить одну узкую гусеницу при её повреждении проще и дешевле, чем широкую.
У двухгусеничных снегоходов особенный баланс качеств, связанных с устойчивостью, а именно:
- он заметно чувствительней одногусеничных снегоходов к продольным неровностям. На нём очень затруднено движение вдоль склона. Широкая опорная поверхность не позволяет водителю эффективно влиять на его устойчивость смещением собственного веса;
- относительно узкая ширина опорной части даёт ему преимущество в определённых случаях. Например, при движении по засыпанной снегом грунтовой дороге, что зачастую затруднено на снегоходах с двумя лыжами, которые теряют устойчивость, проваливаясь одной из лыж в колею;
- при недостаточной ширине ровной опорной поверхности (например, на перекрестках колейных дорог), двухгусеничный снегоход наоборот, может сильно заваливаться

Именно специфическая валкость не позволяет использовать на двухгусеничных снегоходах длинноходные подвески гусениц — в противном случае, при поперечном наклоне, крен будет только усиливаться. Применяемые подвески рассчитаны на амортизацию мелких неровностей. Следует заметить, что это относится к снегоходам «Буран» и его современным клонам. Современные типы двухгусеничных снегоходов, например Stels «Ермак» имеют длинноходовые подвески, по конструкции аналогичные одногусеничным, а поперечная валкость устраняется применение стабилизатора поперечной устойчивости, аналогичного применяемым на автомобилях с независимой подвеской.
Так как площадь гусеницы несёт подавляющую часть нагрузки и имеет многоточечную подвеску, рулевая лыжа не имеет постоянной нагрузки. Результат этого — нелинейная, большей частью низкая, управляемость. Она сильно зависит от большого количества факторов, определяющих насколько лыжа выступает ниже плоскости гусеницы (размещение нагрузки, состояние подвески гусеницы, состояние подвески лыжи и ряда других), а также от профиля дороги. Это, опять таки, относится к старым машинам вроде «Бурана». Тот же «Ермак» и имеет совершенно иную механику подвески, которая обеспечивает постоянную загрузку лыжи.
О выпуске в настоящий момент кем-то из иностранных производителей моделей с двумя гусеницами — неизвестно. Снегоход Alpina Sherpa и его российский клон — мелкосерийный снегоход Арктика-1500, а также снегомобиль BRP Ski-Doo Elite рассматриваются ниже отдельно — ряд характеристик не позволяют отнести их к классическим двухгусеничным снегоходам.
На рынке России по состоянию на зиму 2019/2020 годов двухгусеничные снегоходы представлены несколькими отечественными моделями:
- Крупносерийным снегоходом «Буран» и его клонами;
- Серийными «Ермак» и «Мороз» компании «Веломоторс»;
- Набирающими популярность миниснегоходами «Егерь» на основе платформы мотобуксировщика «Бурлак-Экспедитор» компании «Снегоходсервис»;
- Мелкосерийным снегоходом МВП-500.

Кроме того, большая часть «самодельщиков» строит свои снегоходы по двухгусеничной схеме, либо с одной опорной гусеницей соответствующей ширины.
Основные преимущества двухгусеничных снегоходов:
- двухгусеничная конструкция по определению обеспечивает максимальную опорную поверхность и, соответственно, минимальное удельное давление. Это позволяет им демонстрировать исключительную проходимость по глубокому снегу и рыхлом снегу («пухляке»);
- малая ширина;
- при малой общей ширине двухгусеничные снегоходы имеют достаточно широкую грузовую площадку, что позволяет возить большое количество припасов, инвентаря или запасы топлива;
- компоновка снегохода за счет низкого гусеничного узла позволяет разместить под сиденьем высокий объемный рундук;
- наличие одной лыжи по центру в сочетании с клиновидной носовой частью позволяет куда свободней ездить по лесу, пробираться между деревьями — так как исключена проблемная для одногусеничных снегоходов ситуация, когда дерево попадает между двух лыж;
- двухгусеничные снегоходы лучше приспособлены для буксировки прицепных саней.

Эти качества делают двухгусеничные снегоходы очень привлекательными для тех, кому приходится много ездить в таёжных условиях с большими запасами ресурсов или с прочим грузом: егерей, охотников, лесозаготовителей, энергетиков и трубопрорводчиков, сельских жителей. У любителей «драйва» и покатушек двухгусеничные модели, наоборот, непопулярны и за специфичную форму и неуклюжесть зовутся «утюгами».

#### Иные конструкции

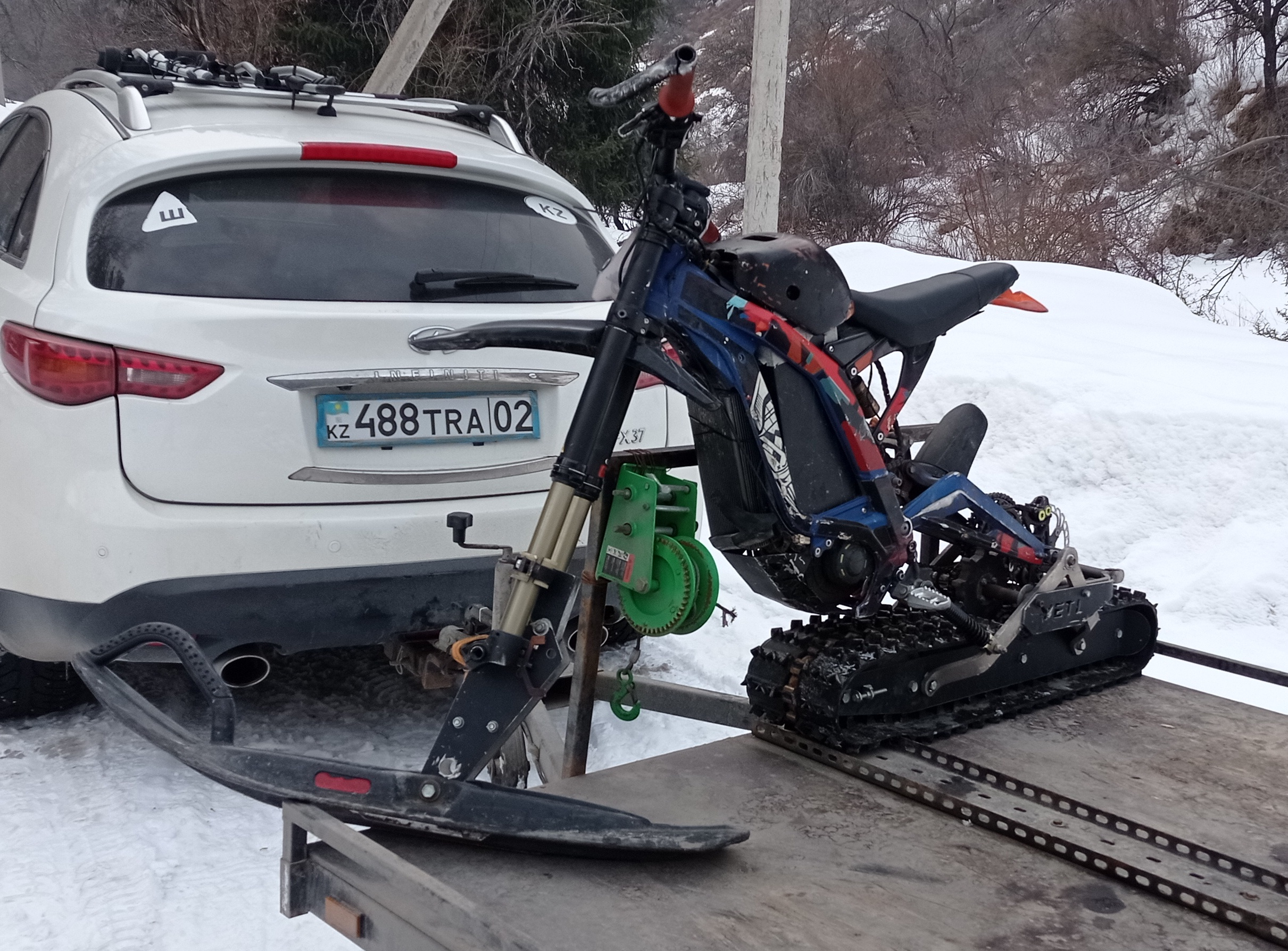
Электрический сноубайк (снежный мотоцикл) — мотоцикл с электрическим приводом на гусеницу.
Ущелье Казачка. Заилийский Алатау

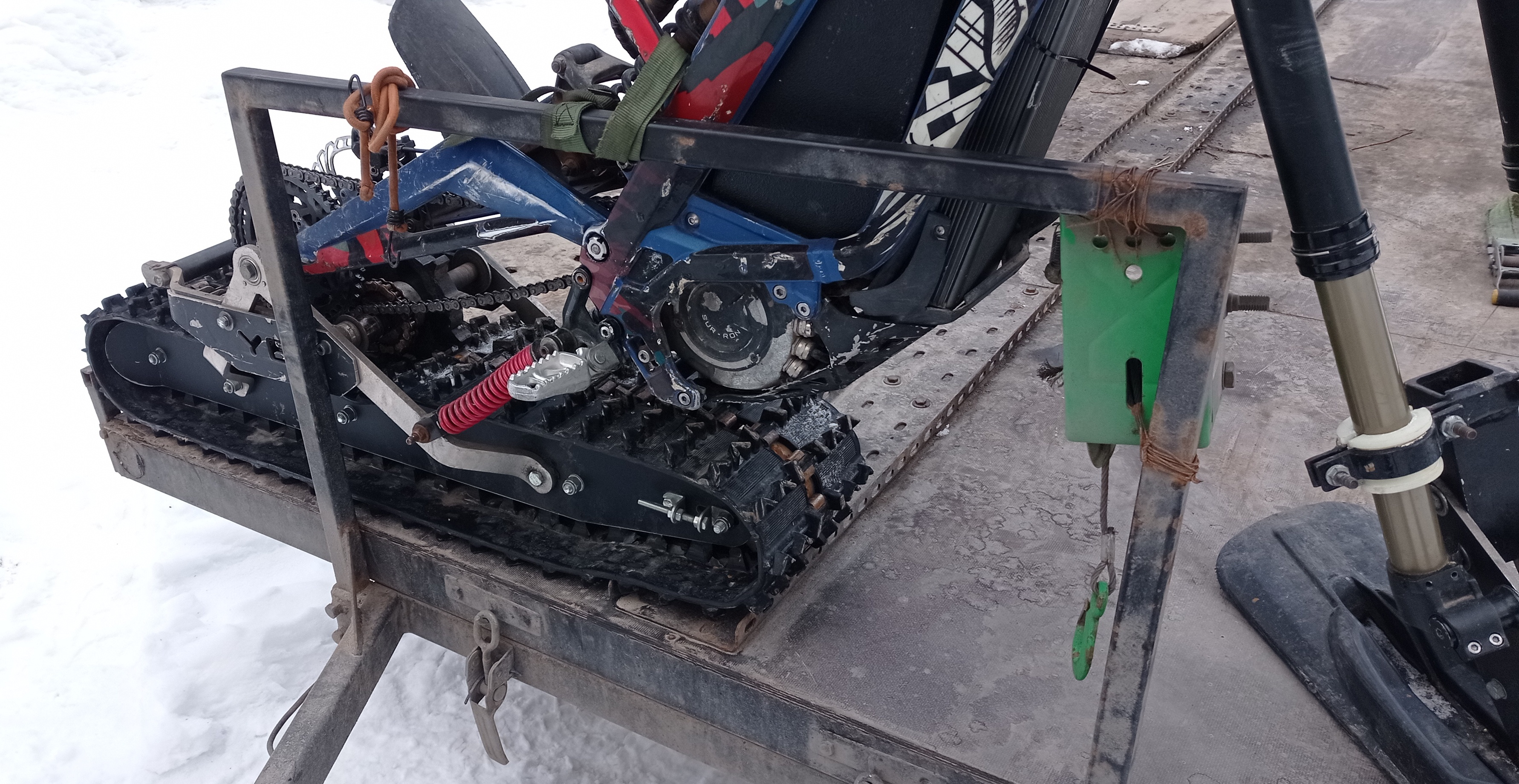
Электрический сноубайк.
Видна шестерня приводящая в движение гусеницу

Итальянская фирма Alpina Snowmobiles выпускает единственный в своем роде снегоход Alpina Sherpa — в первую очередь для работы на курортах, в высокогорных гостиницах. При внешнем сходстве с обычными двухгусеничными снегоходами, Alpina Sherpa отличается не только тем, что у неё впереди две лыжи. Она существенно тяжелей — что почти исключает её вытаскивание вручную из рыхлого снега. Сама, без использования прицепа, Alpina Sherpa может перевозить до 5 человек (при использовании опционной трехместной «скамейки», устанавливаемой прямо на снегоходе). Стандартный прицеп вмещает ещё 6 человек. Стихия Alpina Sherpa — тяжелая работа в руках опытного водителя на проверенных маршрутах: съездить за припасами в горную деревню из ещё более горного отеля, поднять лыжников на те трассы, где нет подъёмников и т. д. По большому счету, Alpina Sherpa можно отнести к пусть и маленьким, но ратракам.
Не имеет прямых аналогов и ещё один образец — снегомобиль BRP Ski-Doo Elite. Это детище особого филиала компании Bombardier — Bombardier Advanced Concepts and Engineering team. По своей конструкции он очень похож на популярные мотовездеходы с поперечной посадкой Side-by-Side. Водитель и пассажир расположены в ряд, на 2 отдельных сиденьях с полноценными спинками. Двигатель — рядный трехцилиндровый четырёхтактный мотор Rotax 4-TEC объёмом 1500 см³ — установлен сразу за сиденьями, под большим пластмассовым кожухом. Управление осуществляется штурвалом, похожим на самолётный. Его ходовая часть похожа на схему снегохода Alpina Sherpa — две лыжи впереди и две гусеницы сзади. Но есть и принципиальное отличие. На Ski-Doo Elite используются относительно узкие (381 мм) гусеницы средней по снегоходным меркам длины (3454 мм), установленные с некоторым промежутком между ними. Такая схема, пусть и в ущерб проходимости, позволила добиться достаточной устойчивости. Это позволило оснастить снегомобиль длинноходными подвесками — 254 мм впереди и 293 мм сзади. Водитель и пассажир полностью лишены возможности использовать для управления перенос собственного веса — их места оснащены ремнями безопасности. По совокупности всех качеств снегомобиль BRP Ski-Doo Elite предназначен для быстрого комфортного и безопасного передвижения по подготовленным трассам — там же, где и туристические снегоходы.
Умы конструкторов были заняты и другой идеей — снежный мотоцикл. Одна лыжа, одна гусеница и ничего лишнего.
Создать успешную концепцию удалось только канадской компании AD Boivin Design Inc., выпустившей в 2002 г. Snow-Hawk. Подготовленный наездник может раскрыть его потенциал и получить удовольствие. Но он не может рассматриваться в качестве реальной альтернативы обычному снегоходу.
Другие производители предлагают комплекты для замены на обычных (чаще кроссовых) мотоциклах колес на, соответственно, лыжу и небольшую гусеницу. Данные конструкции скорее призваны решить проблему сцепления с подготовленным снежным покрытием — вроде того, которое создается на горнолыжных склонах. Они не могут обеспечить проходимость по сколько-нибудь глубокому снежному покрову.
Среди самодельщиков набирает популярность схема «снежного самоката». Эта машина представляет собой достаточно узкую гусеницу, над которой установлена низкая площадка для ног. В передней части машины установлен небольшой мощности четырёхтактный двигатель от мотоблока или скутера. Передняя часть опирается на небольшую рулевую лыжу. Управление аппаратом производится стоя для чего руль закреплен на высокой стойке. Снежные самокаты обладают исключительно высокой маневренность (на уровне легких мотоциклов) за счет высокого положения центра масс ездока, однако не отличаются устойчивостью. Езда на них, как и на обычным самокате, требует постоянного поддержания равновесия. Однако на гусеничном шасси это сделать труднее.
Представляют интерес и комплекты гусениц для квадроциклов. Их применение способно обеспечить на открытой местности даже большую проходимость, чем классические снегоходы. Но есть у них и ряд недостатков:
- низкая скорость движения,
- низкая маневренность,
- большая габаритная ширина и высота оборудованного ими квадроцикла, которые зачастую не позволяют пользоваться теми же лесными тропами, которые наездили обычные снегоходы.

### Двигатель снегохода
На снегоходы устанавливаются бензиновые двигатели разнообразных типов:
- 2- или 4-тактные;
- воздушного или водяного охлаждения;
- карбюраторные или с впрыском топлива.

Дизельные двигатели на снегоходы не устанавливаются по причине их большого веса и затрудненного запуска при низких температурах.
Самым мощным серийным снегоходом на 2018 год являлся Yamaha Sidewinder M-TX SE 162 с 3-х цилиндровым 4-х тактным двигателем мощностью 182 л. с.

#### 2- или 4-тактные моторы
Несмотря на активное продвижение моделей с 4-тактными моторами, 2-тактные двигатели остаются востребованными.
Плюсы 2-тактных двигателей:
- малый вес;
- простота конструкции и высокая ремонтопригодность в полевых условиях (это относится только к двигателям утилитарных снегоходов вроде Yamaha VK540 или «Тайга», двухтактные двигатели спортивных, горных и туристических снегоходов сложнее четырёхтактных, а их ремонт возможен только в условиях оснащенной мастерской);
- возможность ручного запуска;
- лёгкий пуск и быстрый прогрев на любом морозе;
- возможность работы на самых дешёвых сортах топлива (это относится только к двигателям старых утилитарных снегоходов вроде «Буран» или Lynx выпуска до середины 1990 годов);
- независимость работы системы смазки от положения в пространстве (актуально для горных и кроссовых снегоходов).

Плюсы 4-х тактных двигателей:
- низкий расход топлива;
- больший общий ресурс;
- низкий шум;
- экологичность.

#### Воздушное или водяное охлаждение
Выбор типа охлаждения зависит от предполагаемых условий эксплуатации.
Двигатели с воздушным охлаждением легче и проще, но иногда могут быть склонны к перегреву.
Система водяного охлаждения обеспечивает более стабильный температурный режим. Но у неё есть и недостаток. Радиатор водяного охлаждения на снегоходах, в подавляющем большинстве случаев, охлаждается не воздухом, а летящим из под гусеницы снегом. Велика вероятность его повреждения попадающими под гусеницу предметами, пеньками и т. д. Дальнейшее движение с таким повреждением невозможно.
Кроме того, система водяного охлаждения ограничивает возможность длительного движения по покрытиям, лишённым рыхлого снега — по льду и укатанным дорогам. Так как радиатор не охлаждается снегом, возникает перегрев. Утилитарные снегоходы, например, Stels Viking V800, могут иметь дополнительный радиатор по типу автомобильного, обеспечивающий необходимое охлаждение на малоснежных участках.

#### Карбюратор или инжектор
Ещё недавно все снегоходы оснащались только карбюраторной системой питания. В 1990-х годах появилась альтернатива — впрыск топлива, завоевавший в последнее время широкое признание. Впрыск применяется как на 2-тактных, так и на 4-тактных моторах. Плюсы впрыска известны:
- высокая экономичность;
- стабильность топливной смеси — это позволяет избежать многих проблем с двигателем (особенно важно для двухтактников, так как они смазываются маслом в смеси с бензином);
- экологичность.

Но есть и серьёзные недостатки — высокая сложность системы впрыска, худшая надёжность и полная неремонтопригодность в полевых условиях. Впрысковые машины зависят от аккумуляторной батареи и при её разряде или повреждении не способны к запуску. Карбюраторные машины с зажиганием от двухканального электронного магдино, наоборот, весьма живучи. Даже при отказе одного карбюратора или одного канала магдино двигатель все равно будет работать на одном цилиндре, развивая примерно 1/3 номинальной мощности. Все карбюраторные снегоходы имеют функцию ручного запуска (у дешевых моделей он основной, у более дорогих — резервный). Впрысковые, наоборот, такой системы, обычно не имеют. Исключение — снегоходы, производимые в России, так как согласно действующих в стране нормативных документов наличие дублирующего ручного запуска на снегоходе обязательно. При этом впрысковый двухтактный RM Vector 551i может быть запущен вручную даже без аккумуляторной батареи. Впрысковые снегоходы Stels запустить совсем без аккумуляторной батареи невозможно, но даже в случае её сильного разряда двигатель может быть запущен вручную. Можно утверждать, что карбюраторы останутся востребованы теми потребителями, которые используют снегоходы вдали от цивилизации в суровых условиях тайги и крайнего севера, полагаясь только на себя.

### Трансмиссия
Основой трансмиссии любого снегохода является клиноременный вариатор, который выполняет функции сцепления и редуктора передаточных чисел во время движения. Ремень на снегоходе является расходным материалом и наличие запасного ремня является обязательным условием эксплуатации. Средний условный ресурс ремня при его нормальной эксплуатации — 500—1000 км. Хотя его можно привести в негодность и за считанные километры — как правило по неопытности. Напротив, при удачных условиях эксплуатации качественный ремень может прослужить и несколько тысяч километров.
После вариатора крутящий момент может передаваться на ведущую звездочку гусеницы либо через дополнительный редуктор, либо напрямую. Практически все утилитарные и туристические снегоходы имеют отдельный редуктор, предусматривающий возможность включения заднего хода и пониженную передачу. Пониженная передача используется при движении в тяжелых условиях (глубокий пухлый снег, движение в затяжные подъёмы), а также при движении с груженым прицепом. На спортивных снегоходах пониженная передача не нужна и редуктор на них используется только для включения заднего хода.
Задняя передача уже давно входит в стандартную комплектацию практически всех снегоходов. Из выпускаемых снегоходов задний ход отсутствует на Yamaha Bravo BR250 и легком российском снегоходе «Итлан-Каюр», а также на упрощенных разновидностях снегоходов — мотобуксировщиках.
Компания BRP разработала систему RER, аналоги которой сейчас используются и другими производителями. Суть её в следующем: если редуктор существует только для включения заднего хода, то почему бы не изменять первоначальное направление вращения, то есть изменять направление вращения двигателя. Возможность такого подхода на 2-тактных двигателях известна давно. Система впуска/выпуска позволяет 2-тактному мотору вращаться в ту сторону, в какую его заведут. Желательно только зеркально развернуть опережение зажигания, что совсем несложно сделать на электронной базе. На снегоходах, оборудованных такими системами, редуктор полностью отсутствует, существенно облегчая конструкцию. Задний ход включается кнопкой на руле — при её нажатии двигатель автоматически перезапускается в другую сторону. Для реализации такой возможности необходим специальный ведомый шкив вариатора, способный зажимать ремень при вращении как влево, так и вправо. Аналогичная система применяется и на российском легком снегоходе «Тикси», причем её реализация проще, чем у канадского снегохода.
Так как системы типа RER не способны решить задачу понижающей передачи, их применение ограничено спортивными и сверхлегкими моделями, причем только с 2-тактными двигателями. Также снегоходы с реверсируемыми двигателями затруднительно вытащить из глубокого снега путем раскачки вперед-назад.

### Задняя подвеска и гусеничный движитель
Конструкция гусеницы снегохода в целом устоялась — неразъёмная резиновая лента, армирована синтетическим кордом, снабжена грунтозацепами с внешней стороны, имеет гладкую внутреннюю сторону, по всей длине имеет два ряда отверстий, укрепленных металлическими пластинами.
При проектировании снегохода конструкторы имеют возможность подобрать длину и ширину гусеницы и высоту грунтозацепа. Производители снегоходов добились того, что гусеница перестала быть расходным элементом. Её ресурс при нормальной эксплуатации — не меньше ресурса самого снегохода. Тем не менее, при повреждении гусеницы возможен её обрыв. Ремонт в этом случае невозможен — только замена гусеницы.
Обязательное условие длительной эксплуатации гусеницы — регулярный контроль её натяжения и выравнивание. Отверстия в гусенице необходимы для зацепления зубьев ведущей звездочки. Именно попадание посторонних предметов в эти отверстия — основная причина повреждений и обрывов гусеницы. Металлические пластины, укрепляющие отверстия, выполняют и ещё одну функцию — именно они образуют пару скольжения со склизами. Большинство гусениц могут быть оснащены шипами — очень полезными при движении по льду и укатанным дорогам.
На подавляющем большинстве снегоходов опорная система гусеницы выполнена по комбинированной схеме — сочетающей и катки и скольжение. Опорная система на одних только катках используется на отдельных моделях, таких как снегоход «Буран», снегоход МВП-500, снегоход Alpina Sherpa. У такой системы есть очевидный плюс — такие снегоходы могут уверенно передвигаться по бесснежным покрытиям — льду и плотно укатанным дорогам.
Стандартная опорная система включает в себя комбинацию направляющих, опорных и поддерживающих катков, а также два продольных склиза — это сменные пластиковые «лыжи», которые опираются на основную длину опорной части гусеницы. Склизы скользят по металлическим пластинам, расположенным на гусенице. В качестве смазки в этой паре скольжения используется снег. Водитель снегохода должен помнить об этом и следить, чтобы в гусеницу периодически попадал снег, двигаясь по бесснежным покрытиям — льду и плотно укатанным дорогам. Иногда приходится специально подбрасывать в гусеницу снег или даже плескать воду. В противном случае склизы начнут греться, интенсивно изнашиваться — вплоть до их расплавления.
Подвеска двухгусеничных снегоходов имеет балансирно-подпружиненную конструкцию, рассчитанную на амортизацию мелких неровностей и приспособление гусеницы к ландшафту.
Подвеска одногусеничных снегоходов имеет другой приоритет. Она рассчитывается на эффективное погашение энергии при движении на больших скоростях, при прыжках. Её обязательным элементом являются амортизаторы. Основная характеристика такой подвески — её ход. При нормальном размере в 200—300 мм, на отдельных моделях горных снегоходов он достигает 400 мм.

### Передняя подвеска и лыжи
В настоящий момент на подавляющем большинстве снегоходов передняя подвеска имеет либо рычажную конструкцию, либо телескопическую (свечную).
Рессорная подвеска передней лыжи встречается только на снегоходе «Буран». Но на его последних модификациях используется телескопическая подвеска лыжи.
Рычажная подвеска устанавливается на всех спортивных моделях, большинстве туристических и на некоторых утилитарных. Рычажная подвеска позволяет обеспечить высокую управляемость, большой ход, а, следовательно, и наибольший комфорт. Но у рычажных подвесок есть и недостаток. Рычаги и рулевые тяги сильно выступают за габариты корпуса снегохода, что делает их уязвимыми для внешних препятствий. Причем, обладая прочностью на разрыв-сжатие, тяги очень легко гнутся и ломаются при встрече с препятствиями.
Именно этот недостаток рычажных подвесок не позволяет отказаться от подвесок телескопических. Колея таких снегоходов практически равна ширине их основного корпуса. За счет некоторой недостаточной управляемости, снегоходы с телескопической подвеской очень уверенно себя чувствуют в лесу, на вырубках, кустарнике — везде, где есть много препятствий, в том числе и скрытых. Случаи повреждения телескопических подвесок очень редки — так как она фактически является частью рамы снегохода. В большинстве случаев повреждения возникают только при очень сильных ударах, авариях.
Немаловажный фактор — на снегоходах с телескопической подвеской рулевые тяги расположены внутри корпуса, что делает почти невозможным их повреждение.
В настоящий момент на всех снегоходах (кроме «Бурана») устанавливаются пластиковые лыжи. На «Буране» лыжа металлическая. Современные пластмассы очень прочны и хорошо выдерживают низкие температуры — поэтому такой материал лыж уже давно никого не смущает. Обязательные элементы конструкции лыжи — передняя «ручка» и «конек»:
- «Ручка» на носу лыжи несёт двойную функцию. Она и усиливает носок лыжи, предохраняя его от поломки при переезде препятствий. Она же — позволяет удобно ухватиться при вытаскивании снегохода, при необходимости повернуть лыжи на месте в глубоком снегу.
- «Конек» представляет собой металлический пруток с победитовой напайкой. «Конек» крепится на болтовом соединении и может легко меняться. Именно «конек» обеспечивает управляемость на плотных покрытиях, на льду. Он же защищает лыжу при переезде дорог и препятствий. Как показывает практика, переезд на снегоходе через автомобильную дорогу является нормальным и не вызывает существенного износа «коньков».

Пластиковые накладки-расширители могут увеличить ширину лыжи до 25—30 см. Они существенно облегчают передвижение по толстому пухлому снегу, одновременно защищая саму лыжу от царапин и повреждений. Минус накладок — они затрудняют активную езду, с наклоном всего снегохода внутрь поворота, именно потому, что их большая площадь эффективно сопротивляется проваливанию в снег. Накладки как правило ставят на утилитарные снегоходы. Их установка на туристические снегоходы не имеет особого смысла, так как остается нерешенной проблема с маленькой гусеницей. На туристические и спортивные модели могут устанавливать относительно узкие накладки, главная задача которых — защита лыж от повреждений. Подбором ширины накладок на горных снегоходах иногда достигается желаемый для владельца баланс проходимости и управляемости.
Опыт показывает, что лучший материал для накладок — морозостойкий полиэтилен. Правильная установка накладок — накладка зажимается между лыжей и «коньком». «Конек» в этом случае остается снаружи и обеспечивает управляемость. Рекомендуется дополнительно прикреплять носок накладки к носку лыжи.

## Покрытия, на которых снегоход может использоваться

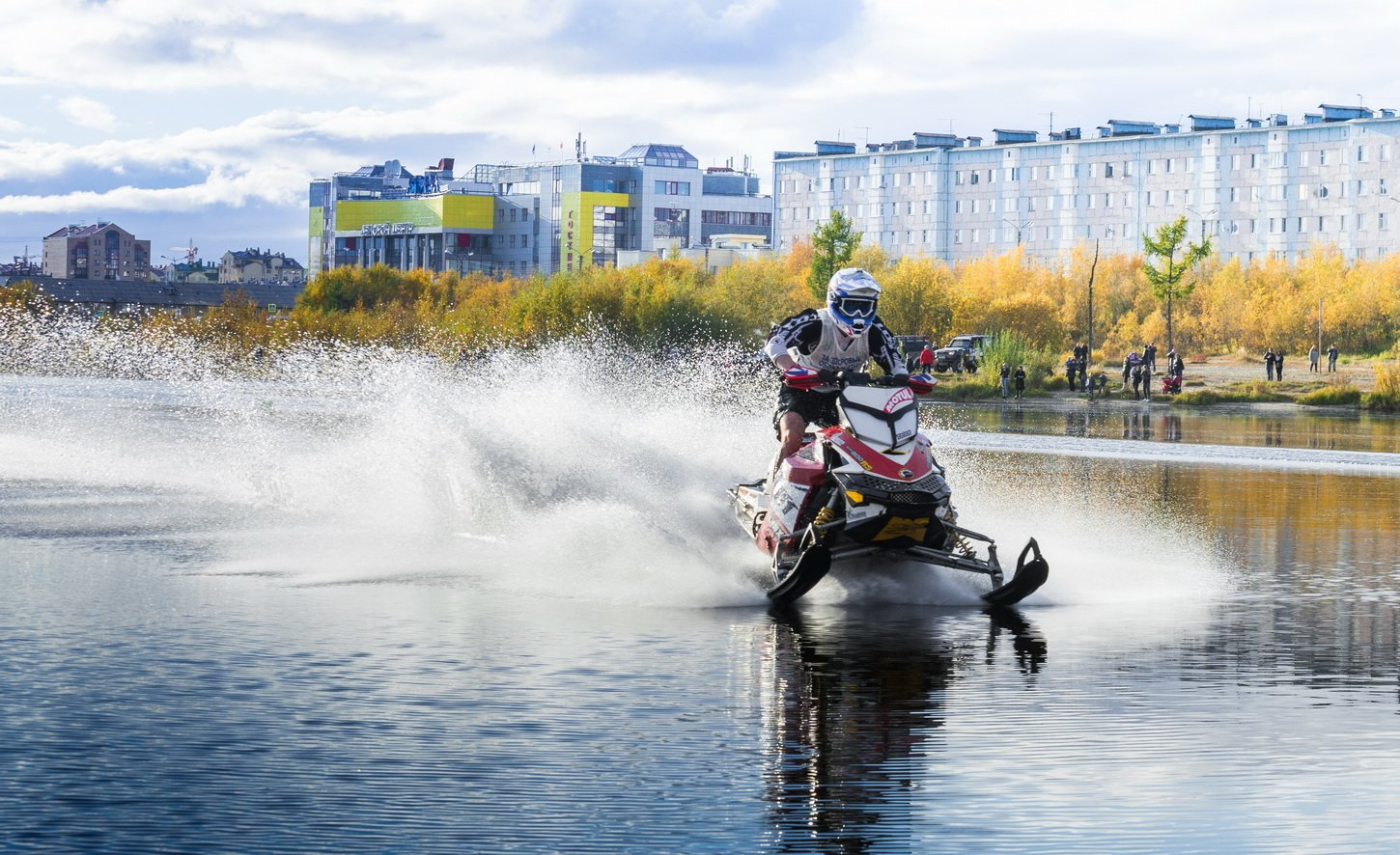
Гонки на снегоходах по воде (г. Новый Уренгой)

Как уже следует из названия, использование снегохода предполагает наличие снега. Но снег одинаков только на первый взгляд. Разные качества снега требуют разных качеств и от снегохода. Кроме того, иногда снег не обязателен (например, при экстремальном вождении снегохода по воде). Подробней об особенностях различных покрытий:

### Небольшой слой рыхлого снега на твердой поверхности
Отличное покрытие для любого снегохода. Снегоход не проваливается; склизы получают достаточную смазку. Опасность могут представлять скрытые под снегом препятствия.

### Путь, накатанный снегоходами («укатанка») путик
Лучшее покрытие для любого снегохода. Необходимо лишь соблюдать осторожность и контролировать скорость — во избежание неожиданных поворотов, резких спусков и трамплинов. Сочетает в себе низкое сопротивление качению и достаточную смазку склизов.
В Канаде и скандинавских странах большое распространение получили организованные снегоходные дороги, выполняющие полноценную транспортную функцию. Они имеют постоянные маршруты, оборудованы указателями и знаками. Такие дороги — стихия туристических и кроссовых снегоходов. Создание снегоходных дорог в нашей стране — задача ближайшего времени. Большая роль в этом принадлежит самим снегоходчикам, которые должны прокладывать маршруты, расчищать и размечать их и сообщать о них другим.

### Плотный, укатанный автомобилями снег
Встречается, как правило, на второстепенных дорогах общего пользования, очень часто с колеёй от автотранспорта. Нежелательное покрытие для продолжительного движения. Коэффициент сцепления хуже чем на рыхлом снегу, могут возникать заносы снегохода (в них снегоход исключительно неустойчив), на колее снегоход сильно теряет устойчивость. Склизы не получают достаточного количества снега для смазки, на некоторых моделях с водяным охлаждением возможен перегрев двигателя. Кроме того, на таких дорогах часто встречается посыпание песком — песок губителен для склизов.

### Снежная целина, глубокий снег
Ездить трудно, иногда и невозможно. Чем шире гусеница, тем лучше. Помогают и расширители лыж, доступные для некоторых моделей. При движении по глубокому снегу, особенно сырому, двигатель может перегреться. Повышенные нагрузки испытывает и вариатор, часто рвётся ремень. Возможна ситуация, что снегоход просто не может двигаться дальше. Лучше всего такой снег преодолевают утилитарные снегоходы, особенно «Буран»: несмотря на устаревшую конструкцию, у него самая большая опорная поверхность.

## Виды снегоходов
Снегоходы делятся на четыре основных класса: утилитарные (рабочие, транспортные), туристические, спортивные и горные.
Утилитарные оборудованы наименее мощными двигателями (но обычно не менее 40 л. с.), широкими (50 и более см) и длинными гусеницами, длинными двух-, иногда трехместными сиденьями, багажниками и фаркопами. Обязательно есть задний ход и пониженная передача. Подвеска проста и надёжна. Даже при наличии электростартера, оборудуются устройством ручного запуска. Достоинства: проходимость, надёжность, тяговитость, возможность буксировки тяжёлых (300 кг и даже более) прицепов. Недостатки: «неказистая» внешность, невысокая максимальная скорость, посредственная управляемость.
Туристические модели обладают более высокой мощностью двигателя и более высокой скоростью. Туристические снегоходы более комфортабельны, обладают более мягкой подвеской.
У спортивных моделей наиболее мощный двигатель, скорость достигает 200 и более км/час, одноместные, максимально облегченные, с узкими и короткими гусеницами.
Горные снегоходы обладают длинной (до 4 м) узкой (35—42 см) гусеницей и мощным двигателем. Чаще всего одноместные.
У некоторых моделей есть задняя передача и электростартер.

## Снегоходы в бизнесе
Ситуация с применениям снегоходов в развлекательной индустрии схожа с применением гидроциклов и квадроциклов.